# معبد السماء

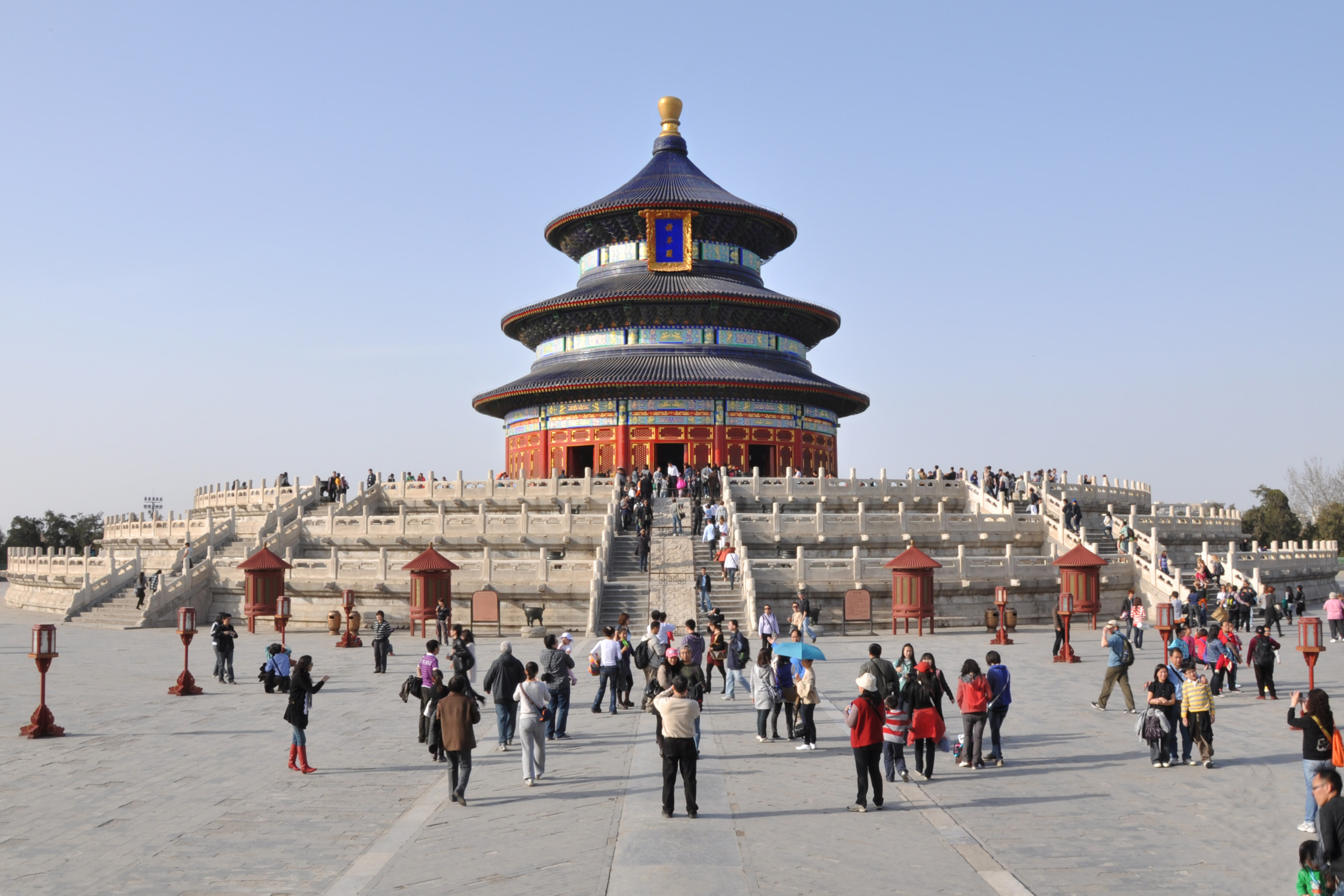
معبد السماء

معبد السماء (بالصينية: 天坛؛ بالبينيين: Tiāntán) معبد طاوي لتقديم القرابين، يقع في جنوب شرقي العاصمة الصينية بكين.

## تاريخ
بدأ بناؤه عام 1420م، والاسم الأصلي للمعبد هو «مذبح قرابين السماء والأرض»، وهو المكان الذي كان أباطرة الصين في فترة أسرة مينغ (1368 – 1644م) وأسرة تشينغ (1644 – 1911م) الملكيتين، يقدمون فيه القرابين لآلهة السماء والأرض.
في عام 1530 بُني «مذبح قرابين الأرض» في الضاحية الشمالية ببكين، لتقديم القرابين لآلهة الأرض، ولذا تحول اسم «مذبح قرابين السماء والأرض»، إلى «مذبح قرابين السماء» لتقديم القرابين لآلهة السماء فقط، والتضرع من أجل الحصاد الوافر، ومن هنا أخذ اسمه المعروف به «معبد السماء».
أدرجت منظمة الأمم المتحدة للتربية والعلوم والثقافة اليونسكو معبد السماء في قائمة التراث العالمي عام 1998. وقالت لجنة التراث العالمي عنه: «إنه مجموعة بنايات محفوظة في حالة جيدة، ويعكس في ترتيبه الشامل وفي تصميم كل بناية العلاقة بين السماء والأرض. هذه العلاقة كانت محور النظرة إلى الفضاء في عصور الصين القديمة. هذه البنايات تعبر عن الدور الخاص للأباطرة وكبار العسكريين والوزراء في هذه العلاقة.»
ويوجد في بكين إضافة إلى مذبح قرابين آلهة الأرض ومعبد السماء مذبح لقرابين آلهة الشمس في الشرق، ومذبح لقرابين آلهة القمر في الغرب، ولكن يبقى معبد السماء أكثرها فخامة.

## المساحة والمهام

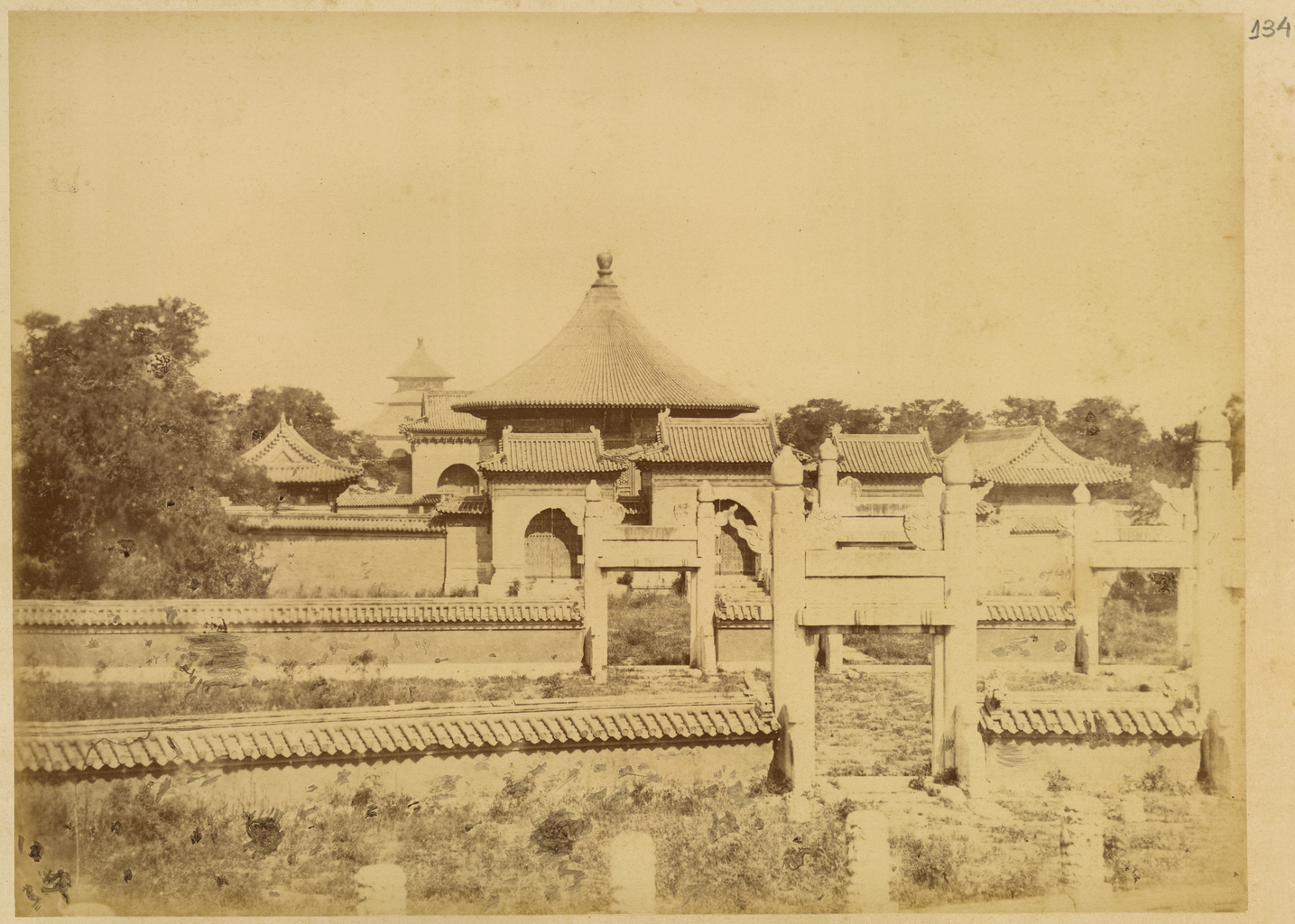
مجمع للمعبد السماوي (تيان تان). بكين، 1874

تبلغ مساحته حوالي 2.7 مليون متر مربع، وهذا ما يجعله أكبر مجموعة بنايات قديمة لتقديم القرابين قائمة حاليا في الصين. مساحته تعادل أربعة أضعاف مساحة القصر الإمبراطوري المشهور ببكين. كان إمبراطور الصين قديما يعتبر نفسه «ابن السماء»، وكان من الطبيعي أن تكون مساحة مقر إقامة ابن السماء، الذي هو القصر الإمبراطوري، أصغر من مساحة من مكان السماء (معبد السماء).
وتنتشر في معبد السماء أشجار الصنوبر والسرو الخضراء الداكنة، واللون الأخضر الداكن عند الصينيين رمز للاحترام والدعاء، لذلك تتواجد أشجار الصنوبر والسرو بكثرة في المذابح والمعابد والمقابر، وغيرها.
من ثلاثة آلاف وخمسمائة شجرة قديمة، لهذا يعتبر معبد السماء أكثر منطقة تشجيرا في مدينة بكين، فهو يعادل أربعة أضعاف مساحة التشجير في حديقة بيهاي (البحيرة الشمالية)، وأكثر من 12 ضعفا لمساحة الغطاء النباتي في حديقة تشونغشان.
عندما زاره وزير الخارجية الأمريكية الأسبق هنري كيسنجر قال: إن الولايات المتحدة قد تستطيع تشييد بناية مثل قاعة تشينيان وأمثالها، ولكنها لا تستطيع غرس هذه الأشجار القديمة."

## المباني والتصميم
يشمل المعبد ثلاث مجموعات رئيسة من البنايات، وكلها بُنيت وفقًا لمتطلبات فلسفية صارمة:
- قاعة التضرع للحصاد الوافر (祈年殿) هي مبنى ضخم له ثلاثة أسقف جملون، بقطر 36 متر (118 قدم) وارتفاع 38 متر (125 قدم)،[8] وبنيت على ثلاثة مستويات رخامية الأساس، وهناك دعا الإمبراطور من أجل الحصاد الوافر. المبنى مصنوع بالكامل من الخشب، وبدون أي مسامير. احترق المبنى الأصلي بسبب نار نتجت عن البرق في 1889.[9] والمبنى الحالي تم إعادة بنائه بعد عدة سنوات من الحادثة.

- قبو السماء الإمبراطوري (皇穹宇) هو مبنى دائري ذو سقف جملون، وبُني فوق مستوى واحد رخامي الأساس. يقع جنوب قاعة التضرع للحصاد الوافر ويمثلها، لكنه أصغر منها.[8] القبو محاط بحائط دائري أملس، هو حائط صدى الصوت، لديه القدرة على نقل الأصوات لمسافات بعيدة. يتصل قبو السماء الإمبراطورية بقاعة التضرع للحصاد الوافر عبر الجسر قرمزي الخُطى، وهو ممشى مرتفع طوله 360 متر (1,180 قدم) يصعد ببطء من القبو إلى قاعة التضرع. وقبة هذا المبنى أيضًا ليس لديها دعامات خشبية.[10]
- مذبح التل الدائري (圜丘坛) هو المكان حيث تقدم القرابين، ويقع جنوب قبو السماء الإمبراطوري. هو عبارة عن منصة دائرية فارغة مبنية فوق ثلاث مستويات رخامية الأساس، كل منها مزينة بتنانين منحوتة ببذخ. أرقام العناصر المختلفة التي كونت المذبح -بما فيها الدرابزينات والدرجات- هي إما رقم تسعة المقدس أو مضاعفاته. مركز المذبح عبارة عن حجر سجيل دائري يسمى قلب السماء (天心石) أو اليانغ الفائق (太阳石)، وهناك تضرع الإمبراطور للطقس الملائم. بفضل تصميم المذبح، يعكس سياج الحماية صوت الدعوات صانعًا صدى هائل؛ إذ كانوا على اعتقاد بأن هذا يساعد في التواصل مع السماء. بنى المذبح الإمبراطور جيا جينغ في 1530 وأُعيد بناؤه في 1740.[9]

## المراسم
في الصين القديمة، كان يُنظر لإمبراطور الصين على أنه ابن السماء الذي يدير شؤون الأرض بالنيابة عن السلطة السماوية، وممثلًا لها. فكان تقديمه القرابين للسماء أمرًا بالغ الأهمية لأنه يعبر عن احترام الإمبراطور للمصدر الذي أعطاه قوته وسلطته. بنى المعبد من أجل إقامة الشعائر، والتي يكون هدفها فالغالب التضرع للحصاد الوافر.
كان الإمبراطور وحاشيته ينتقلون من المدينة المحرمة عبر بكين ليعسكروا داخل المعبد مرتين في السنة، مرتدين رداء مميزًا وممتنعين عن أكل اللحم. لم يكن من المسموح لأي صيني عادي أن يشاهد هذا الموكب أو المراسم التالية له. كان الإمبراطور بنفسه يتضرع من أجل الحصاد الوافر داخل المعبد. أهم نقطة في المراسم وقت الانقلاب الشتوي كان يؤديها الإمبراطور فوق الجبل الدنيوي. إتمام المراسم بشكل مثالي كان أمرًا بالغ الأهمية؛ إذ كانوا يعتقدون أن أصغر الأخطاء يُشكل نذير شؤم للأمة بأكملها في العام المقبل.

## البيئة والمعبد
يلعب هذا المعبد دورا مهما في تحسين البيئة وتنظيف الهواء وتخفيف الضجيج في العاصمة. وتؤكد التحقيقات البيئية ان نوعية الهواء في منطقة معبد السماء أفضل كثيرا من المناطق الأخرى في بكين. ودرجة الحرارة به صيفا تقل خمس أو ست درجات عن وسط المدينة، وترتفع درجة رطوبة الهواء به أكثر من 10% عن وسط المدينة.

## انظر ايضاً
- قائمة مواقع التراث العالمي في الصين